# امپراتوری‌های باروت
امپراتوری‌های باروت (به انگلیسی: Gunpowder empires) یا امپراتوری‌های باروت اسلامی، یک اصطلاح تاریخی است که توسط مارشال هاجسون و همکارش ویلیام هاردی مک‌نیل در دانشگاه شیکاگو ابداع گردید که به سه امپراتوری مسلمان با فرهنگ ترکی-ایرانی، شامل امپراتوری عثمانی، امپراتوری صفوی و امپراتوری گورکانی اشاره دارد.
دوران شکوفایی این امپراتوری‌ها از سده شانزدهم تا سده هجدهم میلادی بود. این سه حکومت از قوی‌ترین و باثبات‌ترین حکومت‌های دوران مدرن نخستین بودند که نهادهای سیاسی و حقوقی آنها با تمرکز فزاینده‌ای تثبیت شد و منجر به گسترش تجارت و حمایت بیشتر از فرهنگ شدند. این امپراتوری‌ها شاهد افزایش قابل توجهی در درآمد سرانه، جمعیت و سرعت پایدار نوآوری‌های فناورانه شدند و گسترهٔ آنها از اروپای مرکزی و شمال آفریقا در غرب، تا بنگال و آراکان در شرق امتداد داشت.

## ابداع
این عبارت نخستین‌بار توسط مارشال هاجسون و همکارش ویلیام هاردی مک‌نیل در دانشگاه شیکاگو ابداع گردید. هاجسون از این عبارت در عنوان کتاب شکوفایی دوم: دوران امپراتوری‌های باروت (به انگلیسی: The Second Flowering: The Empires of Gunpowder Times) از سری کتاب‌های سه جلدی بسیار اثرگذار ماجرای اسلام (به انگلیسی: The Venture of Islam) در سال ۱۹۷۴ میلادی استفاده کرد. هاجسون جنگ‌افزارهای باروتی را مسبب ایجاد «دولت‌هایی ارتش‌سالارانه در پایان سده‌های میانی» فرض کرد که جایگزین کنفدراسیون‌های خاندان‌های ترک پس از تجزیه امپراتوری مغول شده بودند. این کنفدراسیون‌های ترکان (خانات)، ناپایدار و از نظر جغرافیایی محدود بودند. هاجسون تعریف «دولت‌هایی ارتش‌سالارانه» را در داشتن این سه ویژگی تشریح کرد:
«اول نوعی مشروعیت‌بخشی به قانون مستقل سلسله‌ای؛ دوم مفهوم کلیت یک کشور به عنوان یک نیروی رزم‌آور یکپارچه؛ سوم تلاش برای درنظرگرفتن همهٔ دارایی‌های اقتصادی و فرهنگی به عنوان مایملک خانواده‌های کلان جنگاور...»
چنین حکومت‌هایی از مفهوم عظمت مغول رشد کردند؛ اما «این مفاهیم زمانی توانستند کاملاً بالغ شوند و امپراتوری‌های دارای دیوان‌سالاری پایدار ایجاد کنند که از جنگ‌افزارهای باروتی و فناوری‌های آن در جایگاه اساسی بهره‌جویی شد.»
مک‌نیل چنین استدلال می‌کرد که هرگاه این حکومت‌ها قادر می‌شدند توپخانه‌ای نوین را در انحصار خود درآورند، دولت مرکزی می‌توانست قلمروهای وسیع‌تری را در امپراتوری تازه تحکیم شده ضمیمه سازد. انحصارسازی یک اصل کلیدی بود. اگرچه اروپا در سده پانزدهم میلادی پیشگام تکامل توپخانه نوین بود، اما هیچ دولتی انحصار آن را در اختیار نداشت. اطلاع از روش توپ‌ریزی در پیرامون کشورهای سفلی نزدیک دهانه رودهای راین و اسخلده متمرکز بود. پادشاهی فرانسه و هابسبورگ‌ها این ناحیه را بین خود تقسیم کرده بودند که باعث می‌شد از نظر دانش جنگ‌افزار همسان باشند. برعکس، وجود چنین انحصاری در حکومت‌های غرب آسیا، روسیه و هند اجازه می‌داد که امپراتوری‌های جنگاوری تشکیل شود و در چین و ژاپن هم با تعدیل‌های نسبتاً مهمی وضع تقریباً همین بود.

## سلاح گرم در سه امپراتوری

### امپراتوری عثمانی

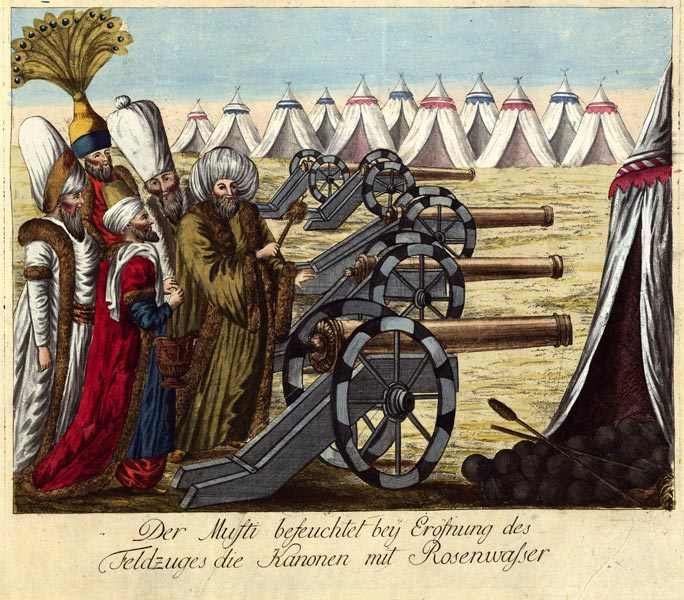
توپچیان ارتش عثمانی در سال ۱۷۸۸ میلادی

از سه امپراتوری، نخستین امپراتوری که به جنگ‌افزارهای باروتی دست یافت، امپراتوری عثمانی بود؛ عثمانیان از پیرامون سده چهاردهم میلادی از توپخانه استفاده می‌کردند. به‌کار گرفتن تسلیحات باروتی توسط عثمانیان به قدری سریع بود «که آنها در ایجاد نیروهای متخصص متمرکز و دائمی در ساخت و کار با تسلیحات گرم از دشمنان اروپایی و خاورمیانه‌ای خود پیشی گرفتند.» اما همین استفاده از توپخانه بود که دشمنان آنها را شکه کرد و دو امپراتوری اسلامی دیگر را وادار نمود که پیشرفت تسلیحاتی خود را سرعت بخشند. عثمانی‌ها حداقل از دوران سلطان بایزید یکم توپخانه داشتند و از آن در محاصرهٔ قسطنطنیه سال ۱۳۹۹ و ۱۴۰۲ میلادی بهره بردند. سرانجام، توپخانه کارآمدی خود را به عنوان سلاحی دژکوب در محاصرهٔ تسالونیک در سال ۱۴۳۰ نشان داد و در محاصرهٔ نهایی قسطنطنیه، عثمانیان توپ‌هایی چنان سترگ در اختیار داشتند که در عین شگفتی مدافعان، دیوارهای شهر را درهم کوفت.

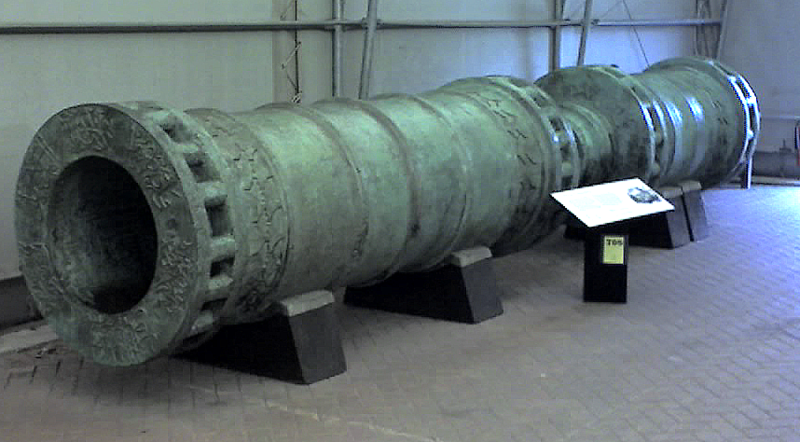
توپ برنزی داردانل، امروزه در نمایشگاه دژ نلسون؛ ترکان عثمانی توپ‌هایی همانند این را در فتح قسطنطنیه (۱۴۵۳) به‌کار بردند.

پیشگامی عثمانی‌ها در استفادهٔ روزمره از جنگ‌افزارهای باروتی، ورای هم‌آوردان اروپایی آنها بود. ینی‌چری‌ها در ابتدا گارد شخصی پیاده‌ای با تیر و کمان بودند؛ ولی در زمان سلطان محمد دوم با سلاح گرم تجهیز شدند و احتمالاً نخستین «نیروی پیاده‌نظام دائم مسلح به سلاح‌گرم» در تاریخ بوده‌اند. ترکیب توپخانه و ینی‌چری‌های مسلح به سلاح‌گرم نقشی تعیین‌کننده در پیروزی بر نیرویی از جنگجویان صلیبی در نبرد وارنا (۱۴۴۴)، پیروزی بر آق‌قویونلوها در نبرد اوتلوق‌بئلی (۱۴۷۳) و چیرگی بر پادشاهی مجارستان در نبرد موهاچ (۱۵۲۶) داشت. اما این جنگ چالدران بود که صفویان و گورکانیان را قانع کرد که جنگ‌افزارهای باروتی تا چه اندازه مؤثراند.
در چالدران، امپراتوری عثمانی برای نخستین‌بار با امپراتوری صفوی وارد جنگ شد. در ۱۵۱۴ میلادی، سلطان سلیم یکم همراه توپخانهٔ صحرایی خود به شرق لشکر کشید تا با آنچه «تهدیدی شیعه به سرکردگی شاه اسماعیل یکم» قلمداد می‌کرد، مقابله کند. شاه اسماعیل بنا به باور خود که پادشاه برگزیده خداوند است، با هجوم مستقیم سوارانش به سنگرهای عثمانیان یورش برد. عثمانی‌ها با توپ‌های خود که آنها را بین ردیفی از گاری‌ها جا داده بودند شلیک کردند و همین گاری‌ها پوششی برای ینی‌چری‌های مسلح به سلاح‌گرم نیز بود. پیامد یورش مستقیم برای سواره‌نظام صفوی ویرانگر بود. شکست به حدی سنگین بود که نیروهای عثمانی توانستند تا تبریز پایتخت صفویان پیشروی کنند و آن را اشغال کنند. تنها تنگنای دسترسی ارتش عثمانی به آذوقه و تجهیزات بود که مانع از سقوط دولت نوپای صفویه شد.

### امپراتوری صفوی

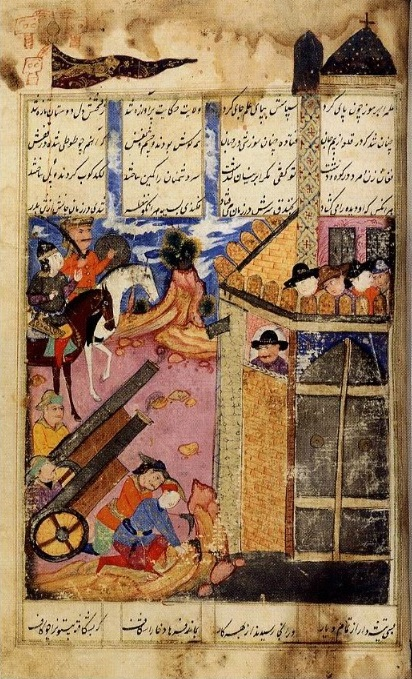
نگاره‌ای از جرون‌نامه که سپاه ایران را در حال استفاده از توپ جنگی برای بازپس‌گیری هرمز نشان می‌دهد.

اگرچه شکست چالدران به کشورگشایی‌های شاه اسماعیل یکم پایان داد، اما شاه ایران بی‌درنگ نسبت به دفاع در برابر تهدید بزرگ سلطان عثمانی اقدام نمود و سربازانش را با جنگ‌افزارهای آتشین مسلح کرد. تا دو سال پس از چالدران، شاه اسماعیل یکم سپاهی از تفنگداران (تفنگچی) داشت که شمار آنان به ۸ هزار نفر و تا سال ۱۵۲۱، احتمالاً به ۲۰ هزار نفر می‌رسید. پس از اصلاحات گسترده شاه عباس بزرگ در ارتش صفویه (تا سال ۱۵۹۸)، سپاه ایران متشکل از ۵۰۰ عراده توپ و ۱۲ هزار تفنگدار دائم بود. صفویان برای نخستین‌بار از تسلیحات آتشین خود بر ضد ازبکان (خانات بخارا) استفاده کردند که در هنگام جنگ داخلی پس از درگذشت شاه اسماعیل یکم، به شرق ایران هجوم آورده بودند. شاه تهماسب یکم در رأس ارتشی برای آزاد کردن هرات به راه افتاد و در ۲۴ سپتامبر ۱۵۲۸ در نبرد جام با ازبکان روبه‌رو شد و آنان را به سختی شکست داد.

### امپراتوری گورکانی

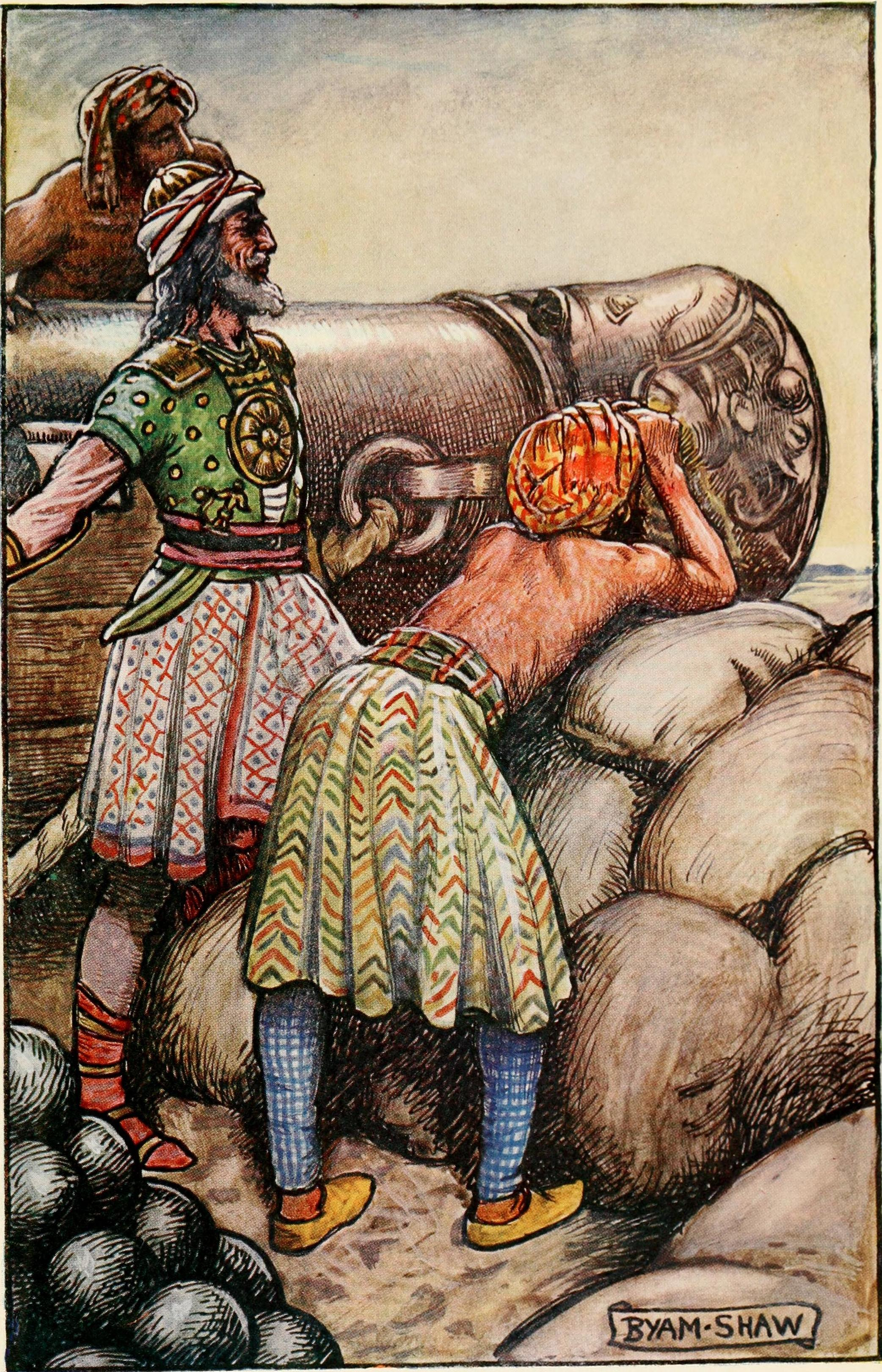
نگاره‌ای از توپچیان ارتش هند گورکانی در زمان اکبر کبیر

وقتی که ظهیرالدین محمد بابر توسط دولت‌خان لودی والی لاهور، از طرف سلسلهٔ لودی دعوت شد تا در شورش علیه ابراهیم لودی همکاری کند، از نقش سلاح‌های آتشین، توپخانهٔ صحرایی و روش کاربرد آن‌ها در میدان نبرد اطلاع داشت. بابر از مشاوره‌های استاد علی‌قلی استفاده می‌کرد که متخصص این امور در عثمانی بود. او به بابر نشان داد که آرایش استاندارد ارتش عثمانی اعم از توپخانه و پیاده‌نظام تفنگدار چگونه است و از چه راهی برای حفاظت ایشان در قلب سپاه استفاده می‌شود. بابر در سال ۱۵۲۶ میلادی، از همین آرایش در نبرد نخست پانی‌پت بهره برد تا افغان‌ها و راجپوتهای وفادار به سلطان‌نشین دهلی را که شمار بیشتری داشتند، اما جنگ‌افزارشان آتشین نبود، شکست دهد. به‌طور مشابه، بابر از این تسلیحات باروتی برای پیروزی در نبرد سرنوشت‌ساز خنوه در برابر کنفدراسیون راجپوت که در آنجا هم دارای برتری عددی بودند، استفاده کرد. پیروزی قاطع نیروهای گورکانی یکی از دلایلی است که باعث شد در تاریخ گورکانیان، رقیبان آنها به ندرت در نبرد رودررو مقابل نیروهای امپراتوری قرار بگیرند. سلطنت اکبر کبیر، شاه جهان و اورنگ زیب به عنوان اوج قدرت در تاریخ هند توصیف شده است.

## انتقادات
امروزه انتقاداتی بر این نظریهٔ هادسون و مک‌نیل وارد شده است و پژوهشگران علیرغم همچنان کاربردی بودن اصطلاح، آن را دقیق و کافی نمی‌دانند. انگیزه‌هایی به‌جز (یا افزون بر) فناوری رزمی برای برآمدن تقریباً هم‌زمان سه امپراتوری نظامی در مناطقی که چیرگی قبایل ترک فاقد مرکزیت وجود داشت، پیشنهاد شده است. یک تفسیر که توسط تاریخدانان قرن پانزدهم اروپا «اعتقادنامه‌گرایی» (به انگلیسی: Confessionalization) نامیده می‌شد، امور مربوط به ارتباط مذهب و سیاست را منشأ سیاست‌های مطلق‌گرایانه می‌داند. به این معنی که در تقابل بین کاتولیک‌ها و پروتستان‌های اواخر سدهٔ شانزدهم، به این علت صلح وجود داشت که هر یک از مذاهب سعی می‌کرد مذهب خود را در منطقهٔ خودش بیشتر تثبیت کند و به منطقهٔ مذهب رقیب اهمیت نمی‌داد. این به خودی خود باعث ایجاد تمرکز و هویت مجزا در یک کشور می‌شد. داگلاس استروی‌ساند صفویان را مثال می‌زند:
«صفوی‌ها از آغاز هویتی دینی را بر مردم خود تحمیل کردند و به دنبال ساختن هویتی ملی یا زبانی نبودند؛ اما سیاست‌های آنان چنین اثری داشت.»
یک مشکل نظریهٔ هادسون و مک‌نیل این است که به غیر از امپراتوری گورکانیان، به نظر نمی‌رسد دستیابی به سلاح‌های گرم نسبت به گرفتن سرزمین‌هایی که لازمهٔ تشکیل این سه امپراتوری اوایل دوران جدید بودند، اولویت زمانی داشته است. افزون بر این، ظاهراً پایبندی به نقش دیکتاتوری نظامی در هر سه مورد، پیش از دستیابی به جنگ‌افزارهای باروتی بوده است. همچنین به نظر نمی‌رسد که دستیابی به سلاح‌های باروتی و ادغام آنها در ارتش، تحت تأثیر خوانشی از اسلام باشد که هرکدام از این امپراتوری‌ها از آن بهره می‌بردند. به هر حال، چه وجود هرکدام از این سه امپراتوری به صورت مادرزاد به باروت وابسته بوده یا نبوده، اینکه هرکدام از آنها در اوایل تاریخ‌شان شروع به استفاده از توپخانه کردند و این جنگ‌افزارها از ارکان اصلی تاکتیک‌های رزمی ایشان بوده‌اند قطعی است و غیرقابل انکار است. اما مایکل اکسورثی اشاره کرده است که برچسب «امپراتوری باروتی» در مورد صفویان گمراه‌کننده است؛ زیرا برخلاف ارتش‌های اروپایی معاصر، ارتش صفویه تا اواسط سدهٔ هفدهم بیشتر از شمشیر، نیزه و کمان بهره می‌برد. تا زمان حکومت نادرشاه افشار اکثریت سپاهیان ایران به سلاح گرم مجهز نشده بوند.

## ارزیابی
از سدهٔ شانزدهم میلادی و با استفاده و توسعهٔ سلاح‌های گرم تازه اختراع شده، به ویژه توپ و تسلیحات سبک‌تر، مناطق وسیعی توسط امپراتوری‌های باروت اسلامی فتح شد. همانند اروپا، معرفی سلاح‌های باروتی باعث تغییراتی مانند ظهور دولت‌های سلطنتی متمرکز شد. به باور مارشال هاجسون، این تغییرات در امپراتوری‌های باروتی فراتر از سازماندهی نظامی بود. علاوه بر جانشینان تیموریان در ماوراءالنهر یعنی شیبانیان، هر سه امپراتوری باروت نیز تا حدودی وارث رنسانس تیموری بودند و گورکانیان هند به دلیل معماری مجلل خود و به خاطر دوره‌ای که برخی به عنوان دوره «صنعتی‌شدن اولیه» (به انگلیسی: proto-industrialization) توصیف می‌کنند، شناخته شده‌اند. صفویان یک سیستم دولتی کارآمد و جدید برای ایران ایجاد کردند و از پیشرفت‌های عمده هنری حمایت کردند. سلاطین خلافت عثمانی نیز «خلیفه» و در نتیجه رهبران جهان اسلام بودند. قدرت، ثروت، معماری و مشارکت‌های گوناگون این امپراتوری‌ها به‌طور قابل توجهی بر روند تاریخ آسیا و اروپا تأثیر گذاشت.